# Хвостов, Александр Семёнович
Александр Семёнович Хвостов (18 (29) июня 1753—14 (26) июня 1820) — русский дипломат, военный, писатель, переводчик, управляющий Государственным заёмным банком. Тайный советник.
Брат томского губернатора В. С. Хвостова, двоюродный брат стихотворца Д. И. Хвостова. Почётный член Императорской академии наук (08.03.1815).

## Карьера
Родился 18 (29) июня 1753 года в имении Кежово Гдовского уезда Новгородской губернии. Получив образование в Академической гимназии для разночинцев, он в 1773 году поступил на службу переводчиком в Коллегию иностранных дел под начало Д. И. Фонвизина, а потом, при генерал-прокуроре князе А. А. Вяземском, был секретарём в Сенате. В 1779 году перешёл в военную службу и с 22 сентября того же года состоял подполковником во 2-м батальоне Лифляндского егерского корпуса.
В русско-турецкую войну, с 1788 года командуя в чине полковника Троицким пехотным полком, отличился при взятии крепости Измаил в 1790 году, одним из первых взойдя на стену, за что 25 марта 1791 года был награждён орденом Св. Георгия 4-й степени (№ 419 по кавалерскому списку Судравского и № 806 по списку Григоровича — Степанова)
За отличную храбрость, оказанную при штурме крепости Измаила, с истреблением бывшей там армии.
По заключении мира в Яссах, Хвостов в начале 1793 года был назначен в Константинополь поверенным в делах и оставался в этой должности до февраля 1794 года, когда, с производством в бригадиры, был заменён чрезвычайным посланником и полномочным министром В. П. Кочубеем.
Вернувшись в Россию, Хвостов императором Павлом I 22 мая 1797 года был исключён из службы «за неприбытие к полку» и только со вступлением на престол императора Александра I 23 апреля 1801 года снова принят на службу с производством в действительные статские советники.
В 1804 году Хвостов был произведён в тайные советники и назначен советником Государственного заёмного банка, а вскоре за тем и управляющим и занимал эту должность до конца своей жизни.
29 апреля 1809 года был награждён орденом Святой Анны 1-й степени.
Хвостов умер от водянки в Санкт-Петербурге 14 (26) июня 1820 года, похоронен на Смоленском православном кладбище. Во время уничтожения городских кладбищ перезахоронен в некрополе Александро-Невской лавры.

## Литературные труды
В молодости Хвостов занимался переводами с разных языков и уже с 1770 года печатал их. Так, ещё на школьной скамье он перевёл с латинского комедию Теренция «Андриянка» (СПб., 1773), с немецкого — из географии Бюшинга отдел «Португалия» (СПб., 1772), с французского — комедию в одном действии «Любопытные оборотни» (1770) и повесть «Ножка Фаншетина, или Сирота французская» (1774). Кроме этих переводов, Хвостов в литературе известен более по преданию, как счастливый острослов и тонкий эпикуреец, нежели по своим сочинениям, из которых известны шуточные послания, в том числе бурлескная ода «К бессмертию» («Хочу к бессмертью приютиться»), напечатанная в «Собеседнике любителей российского слова» (т. X, с. 165), «Послание к творцу послания», то есть к Фонвизину, приведённое князем П. А. Вяземским в биографии Фонвизина, послания к Храповицкому («От хера умного к посредственному херу…»), Шишкову («Хоть много приложу трудов…»), П. В. Сушкову («За множеством проказ Юпитер дал приказ…»).
Ещё во время своей службы в сенате Хвостов сблизился с Державиным, и их дружеские отношения не изменялись и впоследствии; Державин не раз показывал ему, как и А. В. Храповицкому, свои поэтические опыты и был обоим обязан полезными в этом деле советами. Так, ещё в 1808 году он переслал Хвостову в рукописи на просмотр свою трагедию «Ирод и Мариамна», при особом послании. Уже в 1793 году Хвостов был избран в члены Российской академии, а в 1811 году, при учреждении «Беседы любителей российского слова», стал председателем 3-го её разряда.

## Семья
В браке с дочерью малороссийского помещика, Екатериной Яковлевной Скоропадской (1754—1820), имел двух дочерей:
- Евдокия, вышла замуж за генерала Ивана Аполлоновича Веригина; у них сын Александр и дочь Елизавета, за П. А. Тучковым.
- София, вышла замуж за новатора сельского хозяйства Владимира Петровича Козлянинова.
- Вера (1814—02.02.1815[7])